# Porfirio Rolón
Porfirio Rolón Villa (4 de mayo de 1925, Asunción del Paraguay, † 7 de noviembre de 2006, Cali, Colombia) fue un jugador de fútbol del Paraguay que se desempeñaba como delantero también poseía la nacionalidad colombiana, fue uno de los grandes jugadores del campeonato colombiano en la época denominada El Dorado, además de ser entrenador histórico del América de Cali en los años 60.  

## Trayectoria como jugador
En su carrera debutó como profesional en el Club Libertad de Paraguay. Llegó a territorio colombiano en 1951, por mediación de su compatriota Ángel ‘El Pibe’ Berni y el dirigente Manuel Correa Valencia jugó en América de Cali y el Boca Juniors de Cali, así como en el Centro Iqueño del Perú. Durante su estadía en territorio colombiano fue una de las grandes figuras de la época de El Dorado y un auténtico ídolo en el fútbol vallecaucano.
En su incursión en el balompié de su país fue el máximo artillero durante 2 temporadas consecutivas, y en el América el mejor extranjero del año 1951. No era un virtuoso en el manejo del balón, pero en cambio era temido por sus violentos remates a la puerta. Además, un hermano suyo, Máximo Rolón, también jugó en el América y fue un consagrado goleador con los Diablos Rojos. Máximo dejó una huella importante, pues en 1961 le marcó cinco goles al Deportivo Cali en dos clásicos seguidos: en ellos el América triunfó 1-3 y 5-0 respectivamente, y Máximo marcó los tres goles rojos del primer encuentro y dos en el segundo.
Porfirio se retiró del fútbol activo en 1960 y desde entonces se dedicó a la dirección técnica. Fue varias veces entrenador interino del América, el equipo de sus amores y en la temporada 1967 era el preparador físico del equipo que logró 22 fechas de invicto bajo la conducción del filósofo Julio Tocker, dirigió también a Unión Magdalena. Se quedó a vivir en Cali donde trabajó para la Fuerza Aérea y el Club Colombia; después de alejarse del fútbol se dedicó a la gastronomía, su otra pasión, y fue propietario de varios restaurantes en Cali. Falleció a una avanzada edad en esta misma ciudad.

## Clubes

### Como jugador
| Club                 | País     | Año       |
| -------------------- | -------- | --------- |
| Club Libertad        | Paraguay | 1940-1951 |
| América de Cali      | Colombia | 1951-1952 |
| Boca Juniors de Cali | Colombia | 1953-1954 |
| Centro Iqueño        | Perú     | 1954-1955 |
| América de Cali      | Colombia | 1956-1960 |

### Como entrenador
| Club            | País     | Año       |
| --------------- | -------- | --------- |
| América de Cali | Colombia | 1961-1962 |
| América de Cali | Colombia | 1963-1964 |
| América de Cali | Colombia | 1965(i)   |
| América de Cali | Colombia | 1966 (i)  |
| América de Cali | Colombia | 1967 (i)  |
| América de Cali | Colombia | 1968 (i)  |
| Unión Magdalena | Colombia | 1969      |

## Palmarés

### Títulos nacionales
| Título                     | Club          | País     | Año  |
| -------------------------- | ------------- | -------- | ---- |
| Primera división paraguaya | Club Libertad | Paraguay | 1943 |
| Primera división paraguaya | Club Libertad | Paraguay | 1945 |

### Distinciones individuales
| Distinción                                           | Año  |
| ---------------------------------------------------- | ---- |
| Goleador de la Primera división paraguaya (18 goles) | 1944 |
| Goleador de la Primera división paraguaya (18 goles) | 1945 |

## Selección nacional
Con el equipo del Paraguay Porfirio Rolón actuó en la Copa América 1946 en Buenos Aires, certamen en el cual el equipo guaraní obtuvo el tercer puesto. En total disputó tres juegos en la selección.